# Michael von Strussenfelt
Michael von Strussenfelt, född 5 december 1770 i Landskrona, död 7 september 1837 i Parma i Italien, var en svensk militär, kammarherre, målare och tecknare.

## Biografi
Michael von Strussenfelt var son till generalmajoren Alexander Michael von Strussenfelt och Eleonora Silfverskiöld. Han blev kadett vid fortifikationen 1782, kornett vid norra skånska kavalleriregementet 1783, löjtnant 1790, vargeringsryttmästare 1801 och avslutade sin militära karriär som major 1811. I samband med mordet på Gustav III blev han misstänkt för att känna till planerna av dådet och togs till förhör. Han var känd för sina trassliga ekonomiska affärer och lämnade på grund av dessa landet 1822. På 1790-talet studerade han en tid vid Konstakademien i Stockholm där han vid akademiens utställning 1792 belönades med tredje medaljen för en figurteckning.

### Familj
Michael von Strussenfelt var gift första gången 1799–1803 med Fredrika Beata Lindencrona, andra gången från 1814 med Lovisa Ottiliana von Schwendetsky och tredje gången från 1820 med Regina Lundberg. Han var far till Amelie, Ulla och Adolf Ludvig von Strussenfelt.